# John McDonald
John Norman McDonald (Toowoomba, Australia, 24 de abril de 1944-Australia, 13 de septiembre de 2023) fue un jugador, entrenador y dirigente de rugby australiano que jugó en las posiciones de centro y wing.

## Carrera

### Club
| Periodo | Club                       |
| ------- | -------------------------- |
| 1960–68 | Toowoomba Valleys          |
| 1969–71 | Manly-Warringah Sea Eagles |

### Selección nacional
Jugó para Australia en 13 ocasiones de 1966 a 1970 con la que anotó 33 puntos, formando parte del Tour en Reino Unido y Francia de 1967 a 1968.

### Entrenador
Dirigió al equipo representativo de Queensland de 1979 a 1980 por la State of Origin series.

### Dirigente
Al retirarse fue presidente del Toowoomba Valleys hasta 1979, luego pasó a ser presidente de la Liga de Rugby de Queensland y en 1998 pasó al comité ejecutivo de la National Rugby League y después miembro de la mesa directiva de la Liga de Rugby de Australia.
Por su desempeño ganó el reconocimiento al Administrador Deportivo del Año y el Premio al Deporte de Queensland, además de ser elegido dentro del equipo del siglo de los Toowoomba Valleys en 2008.